# 王启华
王启华（1963年8月—），安徽太湖人，教育部长江学者特聘教授，中国科学院数学与系统科学研究院研究员。

## 生平
1986年毕业于安徽师范大学数学系，1988年于华东师范大学获硕士学位，1996年于北京大学获博士学位。先后在中国科学院应用数学研究所、加拿大卡尔顿大学作博士后研究。1998年至2000年，在北京大学任教。2000年至2002年，任中国科学院数学与系统科学研究院创新基地副研究员。2003年至2004年，在澳大利亚国立大学任访问研究员。2005年至2008年，任香港大学副教授。2003年至今，任中国科学院数学与系统科学研究院研究员。

## 学术贡献
主要从事复杂数据经验似然统计推断、缺失数据分析、高维数据统计分析、大规模数据分析等方面的研究。主持国家杰出青年基金项目、国家自然科学基金重点项目等课题多项，发表论文140余篇。2014年至2017年连续4年入选爱思唯尔中国高被引学者榜单。

## 社会兼职
中国现场统计研究会常务理事、高维统计分会理事长、生存分析分会副理事长，中国概率统计学会常务理事。

## 奖励
- 1998年，获第五届钟家庆数学奖
- 1999年，获首届全国优秀博士论文奖[4]
- 2009年，获北京市科学技术三等奖（独立）[5]
- 2010年，获第十届全国统计科学研究优秀成果二等奖[6]
- 2012年，获第十一届全国统计科学研究优秀成果二等奖[7]